# Dezső Gyarmati
Dezső Gyarmati (Miskolc, 23 de outubro de 1927 - 18 de agosto de 2013) foi um jogador de polo aquático húngaro, tricampeão olímpico. Foi um atleta lendário do esporte, foi treinador da equipe húngara, e condecorado como o maior vitorioso no polo aquático.

## Carreira
Dezső Gyarmati fez cinco presenças olímpicas, sendo tricampeão em 1952, 1956 o famoso (Banho de sangue de Melbourne) e 1964.